# 涟城街道
涟城镇，是中华人民共和国江苏省淮安市涟水县下辖的一个乡镇级行政单位。2018年12月1日，撤销涟城镇和徐集乡，设立涟城街道。以原涟城镇和徐集乡所辖区域以及朱码镇的军民、闸北、大楼3个居委会区域为涟城街道行政区域。涟城街道办事处驻新涟居委会境内，办公地址为涟漪西路19号。区划代码改为320826001。

## 行政区划
涟城镇下辖以下地区：
东门社区、常青路社区、金城路社区、渠北路社区、涟洲路社区、新北社区、淮浦路社区、大关社区、黄河社区、南门社区、莲花社区、新涟社区、西门社区、北门社区、城东社区、二塘社区、荷缘社区、秉同社区、西蒋社区、谷嘴社区、牌坊社区、东城社区和军民社区。